# The Brave (serie de televisión)
The Brave es una serie de drama militar estadounidense que representa las misiones de un equipo de élite encubiertos de la Agencia de Inteligencia de Defensa, similar a la de la División de Actividades Especiales de la CIA. Está protagonizada por Anne Heche, y Mike Vogel, y fue creada por Dean Georgaris. La serie se estrenó el 25 de septiembre de 2017 en NBC, y concluyó el 29 de enero de 2018.
El 11 de mayo de 2018, NBC canceló la serie después de una temporada.

## Trama
La serie gira en torno a los sacrificios profesionales y personales que los militares deben enfrentar en misiones de guerra. Patricia Campbell (Anne Heche), subdirectora de la Agencia de Inteligencia de Defensa, y su equipo de analistas tienen la tecnología de vigilancia más avanzada en su mano. El capitán Adam Dalton (Mike Vogel), un exoperador de Delta Force, y director de comunicaciones para el equipo, tiene la misión de encontrar y rescatar a un médico estadounidense que fue secuestrado y debe hacer que la misión sea segura. Por lo tanto, su escuadrón altamente calificado debe salvar vidas de personas inocentes y enfrentar las misiones más peligrosas del mundo.

## Elenco y personajes

### Principales
- Anne Heche como Directora adjunta de la Agencia de Inteligencia de Defensa Patricia Campbell.[3]
- Mike Vogel como Capitán Adam "Top" Dalton, exoperador de Delta Force, y director de comunicaciones para el equipo.[4]
- Tate Ellington como Noah Morgenthau, es el analista de la DIA y exagente de la CIA.[5]
- Demetrius Grosse como CPO Ezekiel "Preach" Carter ex Navy SEAL.[6]
- Natacha Karam como Sargento Jasmine "Jaz" Khan, es la francotiradora del equipo.[5]
- Noah Mills como Sargento Joseph J. "McG" McGuire, es el médico de combate del equipo, y exoperador de Delta Force.[7]
- Sofia Pernas como Hannah Rivera, es la analista del DIA.[8]
- Hadi Tabbal como Agente Amir Al-Raisani, director de inteligencia y miembro más nuevo del equipo.[5]

### Recurrentes
- Bahram Khosraviani como Qassem Javad.[9]

## Producción
NBC ordenó el piloto de la serie el 4 de mayo de 2017 junto con la serie Rise, convirtiendo ambas series en las primeras series ordenadas para la temporada de televisión estadounidense 2017-18. En mayo de 2017, NBC anunció que Matt Corman y Chris Ord serían los showrunners de la serie.

## Episodios
| No. en general | No. en temporada | Título                  | Director              | Guionista                       | Fecha de estreno         | Audiencia (en millones) |
| -------------- | ---------------- | ----------------------- | --------------------- | ------------------------------- | ------------------------ | ----------------------- |
| 1              | 1                | «Pilot»                 | Brad Anderson         | Dean Georgaris                  | 25 de septiembre de 2017 | 5.96                    |
| 2              | 2                | «Moscow Rules»          | Yves Simoneau         | Dean Georgaris                  | 2 de octubre de 2017     | 5.17                    |
| 3              | 3                | «The Greater Good»      | Jeffrey Nachmanoff    | Dean Georgaris & Michael Alaimo | 9 de octubre de 2017     | 5.14                    |
| 4              | 4                | «Break Out»             | David Straiton        | Mike Daniels                    | 16 de octubre de 2017    | 4.97                    |
| 5              | 5                | «Enhanced Protection»   | John Terlesky         | Matt Corman & Chris Ord         | 23 de octubre de 2017    | 5.19                    |
| 6              | 6                | «The Seville Defection» | Tessa Blake           | Mike Daniels                    | 30 de octubre de 2017    | 4.55                    |
| 7              | 7                | «It's All Personal»     | Breck Eisner          | Jamie Pachino                   | 6 de noviembre de 2016   | 5.18                    |
| 8              | 8                | «Stealth»               | John Scott            | Theo Travers                    | 13 de noviembre de 2017  | 5.03                    |
| 9              | 9                | «Desperate Times»       | Félix Enríquez Alcalá | Denise Harkavy & Dean Georgaris | 20 de noviembre de 2017  | 4.66                    |
| 10             | 10               | «Desperate Measures»    | Marisol Adler         | Matt Corman & Chris Ord         | 8 de enero de 2018       | 2.93                    |
| 11             | 11               | «Grounded»              | Mikael Salomon        | Sue Chung                       | 15 de enero de 2018      | 3.95                    |
| 12             | 12               | «Close to Home: Part 1» | David Boyd            | Michael Alaimo                  | 22 de enero de 2018      | 3.40                    |
| 13             | 13               | «Close to Home: Part 2» | John Terlesky         | Jamie Pachino & Dean Georgaris  | 29 de enero de 2018      | 3.90                    |